# PTT Pattaya Open 2015 - Qualificazioni singolare

## Teste d serie
1. Aleksandra Panova (primo turno)
2. Zhu Lin (ultimo turno, Lucky loser)
3. Misa Eguchi (Qualified)
4. Julija Bejhel'zymer (ultimo turno, Lucky loser)

1. Alla Kudrjavceva (qualificata)
2. Alexandra Dulgheru (qualificata)
3. Sachie Ishizu (ultimo turno)
4. Paula Kania (primo turno)

## Qualificate
1. Xu Yifan
2. Elizaveta Kuličkova

1. Misa Eguchi
2. Chan Yung-jan

## Tabellone

### Legenda
| - Q = Qualificato - WC = Wild card - LL = Lucky loser | - ALT = Alternate - SE = Special Exempt - PR = Protected Ranking | - w/o = Walkover - r = Ritirato - d = Squalificato |

### Sezione 1
|  | primo turno | primo turno          | primo turno   | primo turno | primo turno |  |  | ultimo turno | ultimo turno         | ultimo turno         | ultimo turno | ultimo turno |  |
|  |             |                      |               |             |             |  |  |              |                      |                      |              |              |  |
|  | 1           | Aleksandra Panova    | 6             | 5           | 4           |  |  |              |                      |                      |              |              |  |
|  |             | Anastasija Rodionova | 3             | 7           | 6           |  |  |              | Anastasija Rodionova | Anastasija Rodionova | 1            | 3            |  |
|  |             | Mandy Minella        | Mandy Minella | 3           | 2           |  |  | 5            | Xu Yifan             | Xu Yifan             | 6            | 6            |  |
|  | 5           | Xu Yifan             | Xu Yifan      | 6           | 6           |  |  |              |                      |                      |              |              |  |

### Sezione 2
|  | primo turno | primo turno         | primo turno         | primo turno | primo turno |  |  | ultimo turno | ultimo turno        | ultimo turno        | ultimo turno | ultimo turno |  |
|  |             |                     |                     |             |             |  |  |              |                     |                     |              |              |  |
|  | 2           | Zhu Lin             | Zhu Lin             | 6           | 6           |  |  |              |                     |                     |              |              |  |
|  |             | Shūko Aoyama        | Shūko Aoyama        | 2           | 2           |  |  | 2            | Zhu Lin             | Zhu Lin             | 5            | 2            |  |
|  | WC          | Kamonwan Buayam     | Kamonwan Buayam     | 5           | 3           |  |  | 7            | Elizaveta Kuličkova | Elizaveta Kuličkova | 7            | 6            |  |
|  | 7           | Elizaveta Kuličkova | Elizaveta Kuličkova | 7           | 6           |  |  |              |                     |                     |              |              |  |

### Sezione 3
|  | primo turno | primo turno        | primo turno | primo turno | primo turno |  |  | ultimo turno | ultimo turno | ultimo turno | ultimo turno | ultimo turno |  |
|  |             |                    |             |             |             |  |  |              |              |              |              |              |  |
|  | 3           | Misa Eguchi        | 4           | 6           | 6           |  |  |              |              |              |              |              |  |
|  |             | Andrea Hlaváčková  | 6           | 3           | 4           |  |  | 3            | Misa Eguchi  | Misa Eguchi  | 6            | 6            |  |
|  |             | Akgul Amanmuradova | 6           | 2           | 5           |  |  | 6            | Liu Fangzhou | Liu Fangzhou | 2            | 1            |  |
|  | 6           | Liu Fangzhou       | 3           | 6           | 7           |  |  |              |              |              |              |              |  |

### Sezione 4
|  | primo turno | primo turno         | primo turno         | primo turno | primo turno |  |  | ultimo turno | ultimo turno        | ultimo turno | ultimo turno | ultimo turno |  |
|  |             |                     |                     |             |             |  |  |              |                     |              |              |              |  |
|  | 4           | Julija Bejhel'zymer | Julija Bejhel'zymer | 6           | 6           |  |  |              |                     |              |              |              |  |
|  | WC          | Peangtarn Plipuech  | Peangtarn Plipuech  | 2           | 1           |  |  | 4            | Julija Bejhel'zymer | 6            | 1            | 3            |  |
|  |             | Zhang Ling          | Zhang Ling          | 1           | 1           |  |  | 8            | Chan Yung-jan       | 4            | 6            | 6            |  |
|  | 8           | Chan Yung-jan       | Chan Yung-jan       | 6           | 6           |  |  |              |                     |              |              |              |  |